# Lisboa Belém Open 2020
Il Lisboa Belém Open 2020 è stato un torneo maschile tennis professionistico. È stata la 4ª edizione del torneo, facente parte della categoria Challenger 80 nell'ambito dell'ATP Challenger Tour 2020, con un montepremi di 43 000€+H. Si è svolto dal 12 al 18 ottobre 2020 sui campi in terra rossa del Club Internacional de Foot-ball di Lisbona, in Portogallo.

## Partecipanti

### Teste di serie
| Nazionalità          | Giocatore         | Testa di serie |
| -------------------- | ----------------- | -------------- |
| Spagna               | Juame Munar       | 1              |
| Portogallo           | Pedro Sousa       | 2              |
| Bosnia ed Erzegovina | Damir Dzumhur     | 3              |
| Italia               | Paolo Lorenzi     | 4              |
| Italia               | Federico Gaio     | 5              |
| Paesi Bassi          | Tallon Griekspoor | 6              |
| Slovenia             | Blaz Rola         | 7              |
| Portogallo           | Joao Dominigues   | 8              |

### Altri partecipanti
I seguenti giocatori hanno ricevuto una wild card per il tabellone principale:
- Nuno Borges
- Goncalo Oliveira
- Gastao Elias

I seguenti giocatori sono passati dalle qualificazioni:
- Sebastian Ofner
- Borna Gojo
- Guilherme Clezar
- Dimitar Kuzmanov

## Campioni

### Singolare
Jaume Munar ha sconfitto in finale  Pedro Sousa con il punteggio di 7–6(3), 6–2.

### Doppio
Roberto Cid Subervi /  Gonçalo Oliveira hanno sconfitto in finale  Harri Heliövaara /  Zdeněk Kolář con il punteggio di 7–6(5), 4–6, [10–4].